# Karl Billmann
Karl Billmann (ur. 1903, zm. ?) – zbrodniarz hitlerowski, członek załogi obozu koncentracyjnego Mauthausen-Gusen i SS-Rottenführer.
Członek Waffen-SS od 25 stycznia 1945. Pełnił służbę jako strażnik w obozie Gusen od 12 maja 1944 do 5 maja 1945. Billmann został skazany w procesie załogi Mauthausen-Gusen (US vs. Johann Altfuldisch i inni) przez amerykański Trybunał Wojskowy w Dachau na karę śmierci. Wyrok zamieniono jednak następnie na dożywocie.